# DCI-P3
DCI-P3とは、デジタルシネマ向けにアメリカの映画制作業界団体Digital Cinema Initiativesが2005年に策定した、RGB色空間の規格の1つである。

## 歴史

### 規格の開発
2005年、カリフォルニア州ハリウッドのDigital Cinema Initiativesは、デジタルシネマシステム仕様バージョン1.0をリリースした。これは、後にDCI-P3色空間として知られるものの測色を定義した。
仕様のセクション8.3.4によると、青の原色はRec.709、sRGB、Adobe RGBと同一で、主波長は464.2nmである。赤の原色はsRGBやAdobe RGBよりもわずかに深い赤で、主波長は614.9nmである。
最も重要な違いは、sRGBやAdobe RGBよりもスペクトル軌跡にはるかに近い緑色の原色である。DCI-P3の緑の原色は544.2nmの主波長である。 Adobe RGBの緑の原色は534.7nmで、より青みがかっている。sRGBの緑の原色は549.1nmで、より黄色がかっている。
DCI-P3は、CIE 1931色度図の53.6%をカバーする。
より実用的な色域は、Pointerの色域で記述される反射表面の色の色域である。この場合DCI-P3はPointerの色域の86.9%をカバーする。Rec.709/sRGBは69.4%しかカバーしない。
DCI-P3はDigital Cinema Initiatives (DCI) によって開発されたが、SMPTE EG 432-1 や SMPTE RP 431-2 など、関連する技術標準の多くは、Society of Motion Picture and Television Engineers (SMPTE) によって発行されている。
2010年11月10日、SMPTEはSMPTE EG 432-1:2010を発行した。これには、DCI-P3の6300K白色点の代わりにD65白色点 (約 6503.51 K) を使用する色空間のバリアントが含まれた。
2011年4月6日、SMPTEは参照表示環境を定義する SMPTE RP 431-2:2011を発行した。
DCI-P3カラーは、Safari (バージョン 10.1) では2017年以降、Google Chromeでは2023年3月 (バージョン 111) ブラウザーのCSSでサポートされている。

### ディスプレイ技術
当初DCI-P3 は劇場用キセノンアーク投影システムで利用可能であった。 この新しいテクノロジーは、デスクトップワークステーションでデジタル メディアを扱う映画制作者にとって、制作およびポストプロダクションプロセス中に劇場鑑賞環境の色空間をどのように正確に表示するかという課題を提示した。
2008年、HPはDCI-P3色空間の97%を表示できる最初の「HP DreamColor」モニターをリリースした。
2014年、EIZOはP3色空間をサポートする初のプロフェッショナル4Kモニターを発表した。
2015年、AppleのiMacデスクトップは、P3色空間をサポートする広色域ディスプレイを内蔵した最初のコンシューマコンピュータになった。Display P3として知られるAppleの実装は、D65白色点を使用し、sRGBガンマを使用した。
2016年、UHD Allianceは、デバイスがDCI-P3色空間 (体積ではなく面積で) の少なくとも90% を表示することを要求するUltra HD Premiumの仕様を発表した。
また2016年には、Apple、Samsung、MicrosoftがP3をサポートするモバイルおよびデスクトップデバイスをリリースした。

## P3測色
| 色空間               | 白色点  | 白色点  | 相関色温度 | 原色  | 原色  | 原色  | 原色  | 原色  | 原色  |
| 色空間               | xW      | yW      | K          | xR    | yR    | xG    | yG    | xB    | yB    |
| -------------------- | ------- | ------- | ---------- | ----- | ----- | ----- | ----- | ----- | ----- |
| P3-D65 (Display)     | 0.3127  | 0.3290  | 6504       | 0.680 | 0.320 | 0.265 | 0.690 | 0.150 | 0.060 |
| P3-DCI (Theater)     | 0.314   | 0.351   | 6300       | 0.680 | 0.320 | 0.265 | 0.690 | 0.150 | 0.060 |
| P3-D60 (ACES Cinema) | 0.32168 | 0.33767 | 6000       | 0.680 | 0.320 | 0.265 | 0.690 | 0.150 | 0.060 |

DCI-P3仕様は、完全に暗くされた劇場環境での視聴向けに設計されている。投影システムは単純な2.6ガンマ曲線を使用し、公称白色輝度は48cd/m2 で、白色点は~6300Kの相関色温度として定義されている。これを「D63」と呼ぶのは誤りである。CIE標準光源ではなく、黒体軌跡上にはない。 その代わり、白色点はわずかに緑色になる。これは、劇場で一般的に使用されているキセノンアークランププロジェクターで最高の光出力を最適化した結果である。
Display P3は、Apple Inc.によって作成された色空間である。DCI-P3原色を使用するが、約6300Kの白色点の代わりに、Display P3は白色点として CIE 標準光源D65を使用する。これは、自発光ディスプレイおよびデバイスの最も一般的な標準である (sRGBとAdobe RGBもD65を使用している)。 また、DCI-P3の投影ガンマ2.6とは異なり、Display P3は2.2ガンマのディスプレイとほぼ同等のsRGB伝達関数を使用する。Display P3の色域は、sRGBより体積で約50%、表面積で25%大きい。
iPhone7以降、内蔵カメラはDisplay P3 ICCプロファイルでタグ付けされた画像を作成している。
PQ TRCを備えたP3-D65は、HDRやBT.2020コンテナなしなど、Netflixの配信物の一部にも使用されているが、その後NetflixはBT.2020プライマリも追加した。P3の赤はBT.2020の三角形の少し外側にある。

### DCI-P3+とCinema Gamut
| 色空間       | 白色点 | 白色点 | 相関色温度 | 原色  | 原色  | 原色  | 原色  | 原色  | 原色   |
| 色空間       | xW     | yW     | K          | xR    | yR    | xG    | yG    | xB    | yB     |
| ------------ | ------ | ------ | ---------- | ----- | ----- | ----- | ----- | ----- | ------ |
| DCI-P3+      | 0.314  | 0.351  | 6300       | 0.740 | 0.270 | 0.220 | 0.780 | 0.090 | -0.090 |
| Cinema Gamut | 0.3127 | 0.329  | 6504       | 0.740 | 0.270 | 0.170 | 1.140 | 0.080 | -0.100 |

DCI-P3+色空間として知られる拡張された色域も利用可能である。これは、Cinema Gamut色空間の縮小版である。DCI-P3+は、DCI-P3と同じ~6300K の白色点を使用する。Cinema Gamutは、D65の白色点を持つように指定されている。

## Display P3
Display P3とは、Appleが策定した色空間の名称である。sRGBより約25%広い色域を表示できる。

### 概要
Display P3はSMPTE規格のDCI-P3に基づいており、色域はDCI-P3と同様であるが、ガンマとホワイトポイントはsRGBと同様にするなどの差異がある。これはDCI-P3がデジタル映画用の色空間であり、iPhoneやMacなどのコンピュータで一般に表示されるコンテンツ向けではないことや、Display P3をsRGBの拡張として実装することにより従来のsRGBで構築されたアプリケーションでの表示に与える影響を少なくするためである。

### ソフトウェアでの実装
macOSには元々カラーマネジメントがサポートされており、macOS 10.11.2よりDisplay P3に対応した。iOSはバージョン9.3で自動カラーマネジメントがサポートされ、Display P3対応端末でカラープロファイルに基づいた表示が可能となった。また、カメラを搭載する対応端末では、撮影画像のカラープロファイルがDisplay P3となる。

### 対応端末
コンテンツをDisplay P3で表示するには、Display P3の表示に対応したディスプレイが必要である。
- iPhone 7/7 Plus以降[9]のiPhone
- iPad Pro[10]
- iPad Air(第3世代)以降[11]
- iPad mini(第5世代)[12]
- MacBook Pro(2016)以降[13]
- M1チップを搭載したMacBook Air[14]
- Retina 4Kまたは5Kディスプレイを搭載したLate 2015以降[15]のiMac[注釈 1]
- iMac Pro[16][注釈 1]
- Pro Display XDR[17][注釈 1]